# George DeCicco
George DeCicco, detto Big Georgie (20 marzo 1929 – New York, 3 ottobre 2014), è stato un mafioso statunitense, per molti anni uno dei capi della famiglia Gambino.
DeCicco fu uno degli ultimi esponenti di spicco dell’amministrazione di John Gotti negli anni ’80 a non essere mai stato incriminato fino a tempi recenti.
Era il fratello di Frank DeCicco, ex sottocapo dei Gambino, ucciso in un attentato con un’autobomba destinato al suo capo, John Gotti. L'ordine di quell'attacco fu dato dall’allora boss della famiglia Genovese, Vincent "Chin" Gigante, oggi deceduto, insieme ai vertici della famiglia Lucchese, Vittorio "Vic" Amuso e Anthony "Gaspipe" Casso. L’attentato fu un atto di vendetta per l’omicidio di Paul Castellano, precedente boss dei Gambino e stretto alleato sia dei Genovese che dei Lucchese.

## Carriera criminale

### Gli inizi
Negli anni ’80, George DeCicco operava come semplice soldato di strada nella vecchia squadra di John Gotti, allora guidata da Angelo "Quack Quack" Ruggiero. Tuttavia, quando nel 1989 Ruggiero si ammalò di cancro, il comando passò a Gene Gotti, fratello di John. Poco dopo, però, Gene fu condannato per traffico di droga e narcotici, ricevendo una condanna a 50 anni di carcere. Nel corso degli anni, DeCicco collaborò con altri mafiosi dei Gambino, tra cui John Carneglia, Salvatore "Fat Sally" Scala, Arnold "Zeke" Squitieri e Anthony "Red" Scarpaci. Grazie alla sua lunga attività al fianco di questi uomini, in quel periodo DeCicco venne promosso al rango di caporegime all’interno della famiglia.

### Caporegime dei Gambino
Verso l’inizio degli anni ’90, John Gotti finì nel mirino delle forze dell’ordine statunitensi, quando il suo sottocapo, Salvatore "Sammy the Bull" Gravano, decise di collaborare con la giustizia a causa di rivalità interne con Gotti. Gravano testimoniò contro di lui, contro il consigliere Frank "Frankie Loc" LoCascio e contro decine di altri membri della famiglia Gambino nei primi anni ’90. Nel 1992, Gotti e LoCascio furono condannati all’ergastolo per omicidio, cospirazione, estorsione, usura, riciclaggio di denaro, evasione fiscale e gioco d’azzardo illegale. Tuttavia, mentre molti caddero a causa delle dichiarazioni di Gravano, altri riuscirono a passare inosservati, in particolare alcuni ex rivali di Gotti come Nicholas "Little Nick" Corozzo e Leonard "Lenny" DiMaria, che arrivarono a guidare ufficiosamente la famiglia Gambino insieme a Pete Gotti. DeCicco, fedele lealista di Gotti, riuscì anch’egli a sfuggire alle maglie della giustizia e continuò a operare nelle fazioni della famiglia situate a Staten Island e Brooklyn, occupandosi di racket nel settore del lavoro, estorsioni, riciclaggio di denaro, usura, gioco d’azzardo illegale e frodi.

## Arresto e condanna
Il 30 gennaio 2007, oltre dieci mafiosi appartenenti a due delle Cinque Famiglie di New York furono arrestati e incriminati con l’accusa di associazione a delinquere secondo la legge RICO. Tra loro c’era anche George DeCicco, uno degli ultimi capi rimasti ancora liberi del vecchio regime di John Gotti degli anni ’80. A DeCicco venne contestata la gestione di un vasto giro di usura da milioni di dollari l’anno a New York, insieme ad accuse di estorsione, gioco d’azzardo illegale, racket e riciclaggio di denaro. A far crollare l’organizzazione fu un collaboratore di DeCicco che decise di rivolgersi alle autorità federali, dopo che un soldato della squadra di DeCicco, Joseph Orlando, lo aveva minacciato di morte per un debito di usura. Temendo per la propria vita, l’uomo si trasformò in informatore e fornì prove decisive sui traffici illeciti, molte delle quali furono registrate grazie a microspie installate su di lui.
Verso dicembre 2007, l’avvocato di DeCicco chiese per il suo assistito la detenzione domiciliare, sostenendo che soffriva di problemi cardiaci e faceva uso di cerotti alla nitroglicerina. Il 19 dicembre 2007, DeCicco si dichiarò colpevole delle accuse di associazione a delinquere. Scontò la sua pena presso il Devens Federal Medical Center, in Massachusetts, e fu rilasciato il 1º dicembre 2009.

## Tentato omicidio di Robert DeCicco
Il 6 giugno 2007, Robert DeCicco, figlio di George DeCicco e identificato dalle autorità federali come un affiliato mafioso di 56 anni, fu colpito da quattro proiettili mentre usciva da una farmacia nel quartiere di Bath Beach. Secondo quanto riportato dal New York Post, il fallito attentato avvenne il giorno dopo che un altro membro della famiglia Gambino - arrestato insieme a Robert e al padre - era stato trasferito in custodia protettiva a causa di minacce alla sua vita. Il giovane DeCicco, che era stato incriminato a gennaio insieme al padre, si era appena seduto nella sua Cadillac Seville dopo aver fatto acquisti, quando l’agguato ebbe luogo. Nonostante le gravi ferite, riuscì a trascinarsi fuori dall’auto e a entrare barcollando nella farmacia per chiedere aiuto.

## Morte
George DeCicco morì per cause naturali il 3 ottobre 2014.